# Sorna Bluff
Sorna Bluff (in lingua inglese: Falesia Sorna) è una prominente falesia antartica situata sul fianco settentrionale della Saratoga Table, che si affaccia sulla testata della May Valley, nel Forrestal Range dei Monti Pensacola, in Antartide. 
La falesia è stata mappata dall'United States Geological Survey (USGS) sulla base di rilevazioni e foto aeree scattate dalla U.S. Navy nel periodo 1956-66.
La denominazione è stata assegnata dall'Advisory Committee on Antarctic Names (US-ACAN) in onore del capitano di corvetta Ronald E. Sorna, pilota della U.S. Navy sui voli effettuati per le riprese fotografiche nei Monti Pensacola.